# Discipline (album de Manic Movement)
Pour les articles homonymes, voir Discipline.
Albums
Thousand Sufferings
(1999)
Discipline est le premier album enregistré par le groupe belge de heavy metal Manic Movement, sorti en 1997.

## Histoire
Discipline est produit par le belge André Gielen. Il est composé de 4 pistes, titres originaux, qui servent de démo plutôt que de produit, mais donne l'occasion au groupe débutant de se former. Le groupe commence sa carrière avec un album entièrement composé par Olivier, Discipline, qui bénéficie de l'important soutien de Franky De Smet Van Damme et Xavier Carion, respectivement chanteur et guitariste du groupe Channel Zero. Alain quittera la groupe après leur premier album pour des problèmes de performance vocale.

## Liste des titres
1. Demolition Day – 5:55
2. Breaking the Rules of Conduct – 4:19
3. Bursting Out – 6:45
4. Madman – 4:53